# Batizfalvy István
Batizfalvy István, (Rimaszombat, 1824. október 26. – Budapest, 1899. október 11.) főgimnáziumi tanár, szakíró, szerkesztő.

## Életpályája
Középiskoláit az osgyáni és rozsnyói gimnáziumban végezte. Ezután bölcsészeti-teológiai tanfolyamot hallgatott Késmárkon és Szarvason, jogot Sárospatakon. Az 1848-49 évi forradalom és szabadságharcban tevékenyen részt vett. Az elnyomás éveiben tanár lett Rozsnyón, majd 1860-ban Pest-Budán az evangélikus főgimnáziumban. Pedagógiai műveket és tankönyveket írt, amelyek több kiadást megértek. Szerkesztői tevékenysége is jelentős volt.

## Munkái
- Történeti életrajzok, (Pest, 1852);
- Aranybánya, ugyanott, 1852 (mindkettő Ballagi Károllyal);
- Magyar királyok és vezérek arcképcsarnoka,. uo. 1863:
- A magyarországi prot. egyház története, (Budapest, 1888)

## Szerkesztői munkássága
Szerkesztette a Heckenast által 1859 és 1864 között kiadott Ismerettárt (10 kötet), Az 1861-ki magyar orsz. gyűlés 3 kötet (Pest, 1861, 3 kötet), A Magyar Nép Lapját 1863-ban és Ballagi Mórral 1861 és 1863 között a Házi kincstárt.

## További információ
- Magyar írók élete és munkái
- Írása Székács Józsefről (Az ország tükre 1863. 265-266. old.)

1. ↑  https://epa.oszk.hu/00000/00003/00030/fuggelek.html